# Joshua Roy
Joshua Roy, född 6 augusti 2003, är en kanadensisk professionell ishockeyforward som är kontrakterad till Montreal Canadiens i National Hockey League (NHL) och spelar för Rocket de Laval i American Hockey League (AHL).
Han har tidigare spelat för Saint John Sea Dogs och Phœnix de Sherbrooke i LHJMQ.
Roy draftades av Montreal Canadiens i femte rundan i 2021 års draft som 150:e spelare totalt.

## Statistik
| 2015–2016    | Élites de Beauce-Appalaches bantam AA  |              | 2   | 0   | 0   | 0   | 0  | —  | —  | —  | —  | — |
| 2016–2017    | Élites de Beauce-Appalaches bantam AAA |              | 30  | 19  | 15  | 34  | 0  | 3  | 2  | 3  | 5  | 0 |
| 2017–2018    | Élites de Beauce-Appalaches bantam AAA |              | 27  | 33  | 27  | 60  | 8  | 2  | 2  | 1  | 3  | 0 |
|              | Corsaires de Pointe-Lévy               | LHEQ         | 1   | 1   | 1   | 2   | 0  | —  | —  | —  | —  | — |
| 2018–2019    | Chevaliers de Lévis                    | LHMAAAQ      | 42  | 38  | 50  | 88  | 6  | 11 | 6  | 5  | 11 | 0 |
| 2019–2020    | Saint John Sea Dogs                    | LHJMQ        | 60  | 16  | 28  | 44  | 6  | —  | —  | —  | —  | — |
| 2020–2021    | Saint John Sea Dogs                    | LHJMQ        | 15  | 9   | 8   | 17  | 2  | —  | —  | —  | —  | — |
|              | Phœnix de Sherbrooke                   | LHJMQ        | 20  | 13  | 5   | 18  | 2  | 3  | 1  | 3  | 4  | 2 |
| 2021–2022    | Phœnix de Sherbrooke                   | LHJMQ        | 66  | 51  | 68  | 119 | 22 | 11 | 8  | 15 | 23 | 0 |
|              | Rocket de Laval                        | AHL          | —   | —   | —   | —   | —  | 1  | 0  | 0  | 0  | 0 |
| 2022–2023    | Phœnix de Sherbrooke                   | LHJMQ        | 55  | 46  | 53  | 99  | 14 | 14 | 12 | 12 | 24 | 2 |
| 2023–2024    | Montreal Canadiens                     | NHL          | 1   | 0   | 0   | 0   | 0  | —  | —  | —  | —  | — |
|              | Rocket de Laval                        | AHL          | 34  | 12  | 18  | 30  | 10 | —  | —  | —  | —  | — |
| NHL totalt   | NHL totalt                             | NHL totalt   | 1   | 0   | 0   | 0   | 0  | —  | —  | —  | —  | — |
| AHL totalt   | AHL totalt                             | AHL totalt   | 34  | 12  | 18  | 30  | 10 | 1  | 0  | 0  | 0  | 0 |
| LHJMQ totalt | LHJMQ totalt                           | LHJMQ totalt | 216 | 135 | 162 | 297 | 46 | 28 | 21 | 30 | 51 | 4 |

### Internationellt
| Källa: Uppdaterad: 2024-01-14 | Källa: Uppdaterad: 2024-01-14 | Källa: Uppdaterad: 2024-01-14 |         | Utv = Utvisningsminuter | Utv = Utvisningsminuter | Utv = Utvisningsminuter | Utv = Utvisningsminuter | Utv = Utvisningsminuter |
| År                            | Lag                           | Mästerskap                    | Matcher | Mål                     | Assists                 | Poäng                   | Utv                     |                         |
| ----------------------------- | ----------------------------- | ----------------------------- | ------- | ----------------------- | ----------------------- | ----------------------- | ----------------------- | ----------------------- |
| 2022                          | Kanada                        | JVM                           | 7       | 0                       | 2                       | 2                       | 0                       |                         |
| 2023                          | Kanada                        | JVM                           | 7       | 3                       | 5                       | 8                       | 2                       |                         |
| Junior totalt                 | Junior totalt                 | Junior totalt                 | 14      | 8                       | 11                      | 19                      | 2                       |                         |